# Guy Coulombe
Pour les articles homonymes, voir Coulombe.
Guy Coulombe (Sainte-Foy, Québec, 1936 - Montréal, 22 juin 2011,,) est un sociologue préoccupé de développement économique et social et un important haut fonctionnaire québécois.
En plus de 40 ans de carrière, Coulombe aura occupé le poste de secrétaire général du Conseil exécutif — la plus haute fonction dans la fonction publique québécoise — sous les gouvernements du libéral Robert Bourassa et du péquiste René Lévesque, dirigé la Société générale de financement, puis Hydro-Québec, piloté la naissance du Centre hospitalier de l'Université de Montréal,  avant de devenir directeur-général de la Sûreté du Québec, ensuite de la Ville de Montréal au moment des fusions municipales.
Jamais Coulombe  ne fait montre de parti-pris ni d'ingérence politique, mais il bondit, proactif, quand il voit venir des dérapages majeurs pouvant hypothéquer l'avenir de la collectivité… Ainsi, c'est lui qui, selon Louis Bernard, convainc le premier ministre Robert Bourassa d'intervenir personnellement, sans plus tarder, pour sauver les Jeux olympiques de Montréal, et, par là, ménager absolument la réputation mondiale de Montréal et du Québec, voire du Canada. Le gouvernement du Québec aura eu recours à ses services, au fil des ans, quel que soit le parti au pouvoir, afin de piloter plusieurs dossiers épineux. Ainsi, même retraité, Coulombe accepte de présider deux études cruciales : une commission (qui porte son nom) fixant les normes d'exploitation de la forêt boréale, ainsi qu'une étude, aussi brève qu'urgente, sur l'avenir de la production porcine au Québec.

## Biographie

### Jeunesse
Guy Coulombe est né à Sainte-Foy en 1936 dans une grande famille d'affaires. Son père, Alexandre Coulombe (1887-1957), dit Alex, est alors propriétaire, depuis 1927, d'une entreprise (fondée en 1905 par son frère Édouard) d'embouteillage et de distribution d'eaux gazeuses. Depuis 1935, cette société Alex Coulombe ltée 
détient l'exclusivité de l'embouteillage et de la distribution des produits Pepsi-Cola dans la grande région de Québec. Guy Coulombe est le cadet de dix enfants, dont huit garçons : Victor (1913-2003) — seul enfant du premier lit, sa mère étant morte de la grippe espagnole, il devint jésuite —, puis Maurice — devenu médecin psychiatre —, Robert, Fernand, Paul, Michel (1929-2009), René (1932-2007), puis Guy, et leurs sœurs utérines, Yvette et Gisèle (l'aînée devint religieuse; l'autre, médecin). Leur mère, Lucienne Hamel (1897-1957), vivait à Montréal à son mariage en 1921. Les parents meurent ensemble, en 1957 à Sainte-Foy, d'un accident de voiture.

### Formation
Guy Coulombe fréquente l'école primaire de la paroisse Saint-Sacrement, à Sainte-Foy, puis le pensionnat Saint-Louis-de-Gonzague. Il entre, à 13 ans, au collège Garnier, mais après deux ans, les jésuites le trouvent trop turbulent : il est envoyé pensionnaire au séminaire de Saint-Joseph des Trois-Rivières. Après trois ans d'une telle exclusion, il est réadmis à Garnier, pour les trois dernières années du cours classique. Il y obtient son baccalauréat ès arts en 1957 et devient orphelin de père et de mère tout de suite après son entrée à l'université, cette année-là.
Il étudie à la faculté des sciences sociales de l'Université Laval où il obtient une licence (en 1959) et une maîtrise (en 1961). Guy Coulombe reste à l'écart de l'agitation politique se développant autour de lui. Il fonde avec un collègue les « Chantiers étudiants », auxquels participent plusieurs centaines d'étudiants de l'université, pour aider les familles dans le besoin. Il épouse Roselyne Poirier en 1960, à Québec.
En 1961, avec son épouse et leur très jeune fils, il part compléter sa scolarité de doctorat à l'Université de Chicago en sociologie et développement économique, deux disciplines qu'il se soucie toujours de concilier. En 1963, il apprend, d'un professeur de sociologie exerçant à Québec, que le gouvernement du Québec cherche un économiste et un sociologue pour élaborer un plan de développement de l'Est-du-Québec,. Il décide alors de postuler pour ce projet et, quand il apprend qu'il est choisi, de retourner illico au Québec — interrompant ainsi la préparation de sa thèse de doctorat.

### Carrière
Après quelques années au Bureau d'aménagement de l'Est du Québec (BAEQ), Guy Coulombe occupe successivement plusieurs fonctions de direction dans la fonction publique québécoise, dont celle de secrétaire du Conseil du trésor du Québec, et secrétaire général du ministère du Conseil exécutif, avant d'assumer, comme redresseur administratif  préoccupé de développement économique et social, les fonctions de directeur-général d'entités para-gouvernementaux : la Société générale de financement, Hydro-Québec, la Sûreté du Québec, puis la Ville de Montréal au moment des fusions municipales.
C'est à la direction d'Hydro-Québec que ce grand « mandarin » obtient l'un des mandats les plus difficiles de sa carrière, en décembre 1981, alors qu'il en accepte l'offre du premier ministre René Lévesque, avec « carte blanche ». Dès son entrée en poste, Coulombe consulte d'abord le personnel avant d'adopter un programme de redressement qui réduit considérablement le programme de construction de nouvelles centrales hydro-électriques, afin d'adapter l'entreprise à la forte réduction du taux de croissance de la demande d'électricité, que connaît le Québec au début des années 1980, ce qui faisait craindre à des surplus avec la mise en service des centrales de la première phase du projet de la Baie James.
Bien que souhaitée par les cadres, cette réorientation commerciale de ce « navire amiral de l'économie québécoise » s'est déroulée dans un climat marqué par d'importants soubresauts, qui ont entraîné « une réaction de résistance qui a été à l'origine  des problèmes qui troubleront l'entreprise jusqu'au milieu des années 1990 ». Néanmoins, le passage de l'administreur Coulombe — qui a quitté la direction d'Hydro-Québec à l'été 1988 — a clairement rétabli l'équilibre financier de cette société d'État québécoise et sa crédibilité sur les marchés obligataires, en évitant tout développement prématuré de centrales  — composante économique — ménageant ainsi des tensions avec les populations — composante sociale associée — qui seraient susceptibles d'invoquer des droits sur des territoires inutilement affectés…
Coulombe dirige également de grandes entreprises non gouvernementales, dont (durant quelques mois) la forestière et papetière Consolidated Bathurst, pour son aliénation par Power Corporation, en plus de présider le conseil d'administration du quotidien montréalais Le Devoir, au cours de sa restructuration financière du début des années 1990. Depuis sa retraite, durant les années 2000, le gouvernement du Québec lui confie plusieurs mandats d'études. Il préside entre autres, ainsi, la commission Coulombe sur la gestion de la forêt publique québécoise. Le premier ministre du Québec, Jean Charest, lui donne aussi la responsabilité de peser le pour et le contre d'un possible déménagement du casino de Montréal dans le Sud-Ouest de la ville de Montréal : autre dossier socio-économique qui commençait, lui aussi, à faire l'objet de brûlantes agitations populaires.

#### Mandats
- 1963-1966 : aménagiste en chef au Bureau d'aménagement de l'Est-du-Québec (BAEQ)
- 1967-1968 : directeur du développement régional à l'Office de planification et de développement du Québec (OPDQ)
- 1969-1972 : sous-ministre adjoint, Planification et Finances, au ministère fédéral des Approvisionnements et Services
- 1973-1975 : secrétaire du Conseil du trésor du Québec[14]
- 1975-1978 : secrétaire général du Conseil exécutif du Québec[14] — le plus haut poste de la fonction publique québécoise
- 1978-1981 : président de la Société générale de financement[14]
- 1982-1988 : président d'Hydro-Québec[14]
- 1989 : président et chef de l’exploitation (durant quelques mois[23]) de la société forestière et papetière Consolidated Bathurst (pour aliénation par Power Corporation)
- 1989 : représentant du Québec à la table de négociations de l'entente territoriale avec les Innus[25],[note 2]
- 1990-1995 : président-directeur général de la Société du centre des conférences internationales de Montréal, devenue Montréal International
- 1991 : président du conseil d'administration du quotidien Le Devoir[24]
- 1995-1996 : président du Comité d’implantation du futur Centre hospitalier de l’Université de Montréal (CHUM)[26]
- 1996-1998 : directeur général de la Sûreté du Québec[14]
- 1999-2003 : directeur général de la ville de Montréal[14]
- 2003-2004 : président de la Commission d’étude sur la gestion de la forêt publique québécoise, dite la Commission Coulombe[14],[23]
- 2005 : président du Comité interministériel chargé d'évaluer le projet, proposé par Loto-Québec et le Cirque du Soleil, de déménagement du Casino de Montréal et de son éventuelle implantation au bassin Peel — projet qui suscite la contestation de groupes communautaires opposés à son implantation dans la Pointe-Saint-Charles[27]
- 2007 : médiateur entre la Fédération des médecins spécialistes et le gouvernement du Québec[28],[29]
- 2008 : président du Sous-comité d'étude sur l'industrie porcine au Québec, en appui à la Commission sur l'avenir de l'agriculture et de l'agroalimentaire québécois (CAAAQ)[30]
- 2010 : président du Groupe-conseil sur l'octroi des contrats municipaux — rapport[31], 134 p.  (ISBN 978-2-5505-8602-9)

## Honneurs
- 1988 - Médaille Gloire de l'Escolle, de l'Université Laval
- 2004 - Médaille Vanier, de l'Institut d'administration publique du Canada[32]
- 2006 - Doctorat honoris causa, de l'Université du Québec à Montréal[33]
- 2007 - Grand officier de l'Ordre national du Québec[34]
- 2010 - Médaille de Grand Artisan de la Révolution tranquille, du Gouvernement du Québec[35]